# Never-Ending Man: Hayao Miyazaki
Never-Ending Man: Hayao Miyazaki é um documentário japonês de 2016 dirigido por Kaku Arakawa, e que acompanha a vida de Hayao Miyazaki. O filme começou a ser filmado em 2013, quando Miyazaki anunciou sua aposentadoria. 